# قائمة ملكات مملكة بيت المقدس

شعار النبالة لمملكة القدس

هذه قائمة ملكات مملكة بيت المقدس ، من 1099 إلى 1291.
طوال 200 عام من وجودها، كان لمملكة بيت القدس حامي واحد، و18 ملكًا وخمس ملكات حاكمات . وكانت ست نساء قرينات الملكات ، أي ملكات كزوجات للملوك. كان لبعضهم تأثير كبير في تاريخ البلاد، حيث حكموا كأوصياء على أطفالهم القصر وورثتهم، فضلاً عن تأثيرهم الكبير على أزواجهم. مات العديد من ملوك بيت المقدس غير متزوجين أو وهم أطفال.

## الملكات الحاكمة على القدس
هذه قائمة بالملكات الحاكمات في القدس اللاتي اعتلن العرش بحكم أنفسهن:
| ملكة                                         | صورة | ولادة                                                       | الأزواج والحكام المشاركون | موت                                                                           |
| -------------------------------------------- | ---- | ----------------------------------------------------------- | --- | ----------------------------------------------------------------------------- |
| ميليسيندا 1131-1153                          |      | 1105 بيت المقدس ابنة الملك بالدوين الثاني ومورفيا دي مليتين | فولك الخامس، كونت أنجو 2 يونيو 1129 2 أبناء | 11 سبتمبر 1161 بيت المقدس تبلغ من العمر 61 عامًا                               |
|                                              |      | 1160 ابنة عموري الأول وأغنيس كورتيناي                       | ويليام مونتفيرات، كونت يافا وعسقلان 1176 إبن واحد غي دي لوزينيان أبريل 1180 2 بنات                                                                                            | 25 يوليو (محتمل) ، 1190 عكا ، مملكة القدس تبلغ من العمر حوالي 40 عامًا         |
| إيزابيلا 1190/1192-1205                      |      |                                                             | همفري الرابع ملك تورون نوفمبر 1183 لا توجد اطفال كونراد مونتفيرات 24 نوفمبر 1190 ابنة واحدة هنري الثاني، كونت شامبانيا 6 مايو 1192 2 بنات أمالريك لوزينيان يناير 1198 3 أطفال | 5 أبريل 1205 عكا ، مملكة القدس تبلغ من العمر 33 عامًا                          |
| ماريا 1205-1212                              |      | 1192 ابنة كونراد مونتفيرات والملكة إيزابيلا                 | جون برين 14 سبتمبر 1210 ابنة واحدة | 1212 تبلغ من العمر 20 عامًا                                                    |
| إيزابيلا الثانية وتسمى أيضًا يولاند 1212-1228 |      | 1212 ابنة جون برين والملكة ماريا                            | فريدريك الثاني، إمبراطور روماني مقدس أغسطس 1225 2 طفل | 25 أبريل 1228 في أندرة ، الإمبراطورية الرومانية المقدسة تبلغ من العمر 16 عامًا |